# We Own the Night
We Own The Night är en amerikansk thriller från 2007 skriven och regisserad av James Gray. I filmen ser vi Joaquin Phoenix i huvudrollen som Bobby Green, en manager på en nattklubb och bror till Joseph Grusinsky, en polis spelad av Mark Wahlberg. Eva Mendes spelar Bobbys flickvän Amada och Robert Duvall spelar Burt Grusinsky, poliskapten och far till de båda bröderna.
Filmen hade premiär den 9 oktober först i New York, USA och senare 12 oktober, 2007 i hela USA. I Sverige hade filmen först premiär på Stockholms filmfestival 21 november 2007 och senare 18 januari 2008 i hela Sverige.

## Handling
Filmen utspelar sig mellan november 1988 och april 1989. Bobby Green (Joaquin Phoenix) är manager på en nattklubb i Brighton Beach i Brooklyn, New York, ledd av den ryska gangstern och knarkkungen Vadim Nehzhinski (Alex Veadov). Han har vänt sin släkt ryggen, som består av sin bror Joseph (Mark Wahlberg) och fadern Burt (Robert Duvall) för att tillbringa sin tid mer med sin flickvän Amada (Eva Mendes). När en polisstyrka, ledd av hans bror Joseph "Joe" Grusinsky bryter sig in i nattklubben för att försöka sätta fast Vadim vägrar Bobby att samarbeta med dem.
Polisen misslyckas med att gripa Vadim, som bestämmer sig för att mörda Joseph. Attentat misslyckas och Joseph överlever. Bobby besöker sin bror i sjukhuset och bestämmer sig för att försöka hjälpa polisen att sätta fast Vadim.
Vid en biljakt blir Burt mördad. Då bestämmer sig Bobby att söka till polisen och tillsammans med sin bror sätta dit Vadim en gång för alla.

## Rollista (i urval)
| Joaquin Phoenix | – Bobby Green            |
| Eva Mendes      | – Amada Juarez           |
| Mark Wahlberg   | – Joseph 'Joe' Grusinsky |
| Robert Duvall   | – Burt Grusinsky         |
| Alex Veadov     | – Vadim Nezhinski        |
| Dominic Colon   | – Freddie                |
| Danny Hoch      | – Jumbo Falsetti         |
| Oleg Taktarov   | – Pavel Lubyarsky        |
| Moni Moshonov   | – Marat Buzhayev         |
| Antoni Corone   | – Michael Solo           |
| Craig Walker    | – Russell De Keifer      |
| Tony Musante    | – Jack Shapiro           |
| Joe D'Onofrio   | – Bloodied Patron        |
| Yelena Solovey  | – Kalina Buzhayev        |
| Maggie Kiley    | – Sandra Grusinsky       |

## Mottagande
Filmen har fått blandande recensioner. Roger Ebert gav filmen 3 stjärnor av 5 och kallade filmen "en atmosfärisk, stark film med bra skådespeleri" På den amerikanska TV-showen Ebert & Roeper kritiserade Roeper att "filmen är nästan som en dålig parodi av en västernfilm". På Rotten Tomatoes har filmen fått 54%. Metacritic gav filmen betyget 59 av 100.
Aftonbladet gav filmen betyget 3 av 5 och kommenterade att filmen hade mer "drama än thriller". Även DNs filmkritiker Maaret Koskinen gav filmen betyget 3 av 5 och kommenterade att "handlingen var klassiskt uppbyggd".

## Publiktillströmning
Vid filmens första helg i USA och Kanada spelade filmen in totalt $10,8 miljoner i 2 362 biografer, vilket gjorde att filmen debuterade #3. Totalt har filmen spelat in $51 miljoner runt världen - $28,5 miljoner i USA och Kanada och $22,5 miljoner utomlands.